# Banque d'Angleterre
Pour les articles homonymes, voir BOE.
La Banque d'Angleterre (en anglais : Bank of England) est la banque centrale du Royaume-Uni, située dans la Cité de Londres. Elle est aussi connue sous le nom de « La vieille dame de Threadneedle Street » (The old lady of Threadneedle street).
Société de droit privée durant deux siècles et demi, elle est nationalisée en 1946 puis devient en 1998, un organisme public indépendant du gouvernement, contrôlé uniquement par le Trésor. Sa principale mission est d'assurer la stabilité monétaire et financière du pays.
Le bâtiment est monument classé de Grade I depuis 1950. Ce site est desservi par la station de métro Bank and Monument.

## Histoire de la Banque d'Angleterre

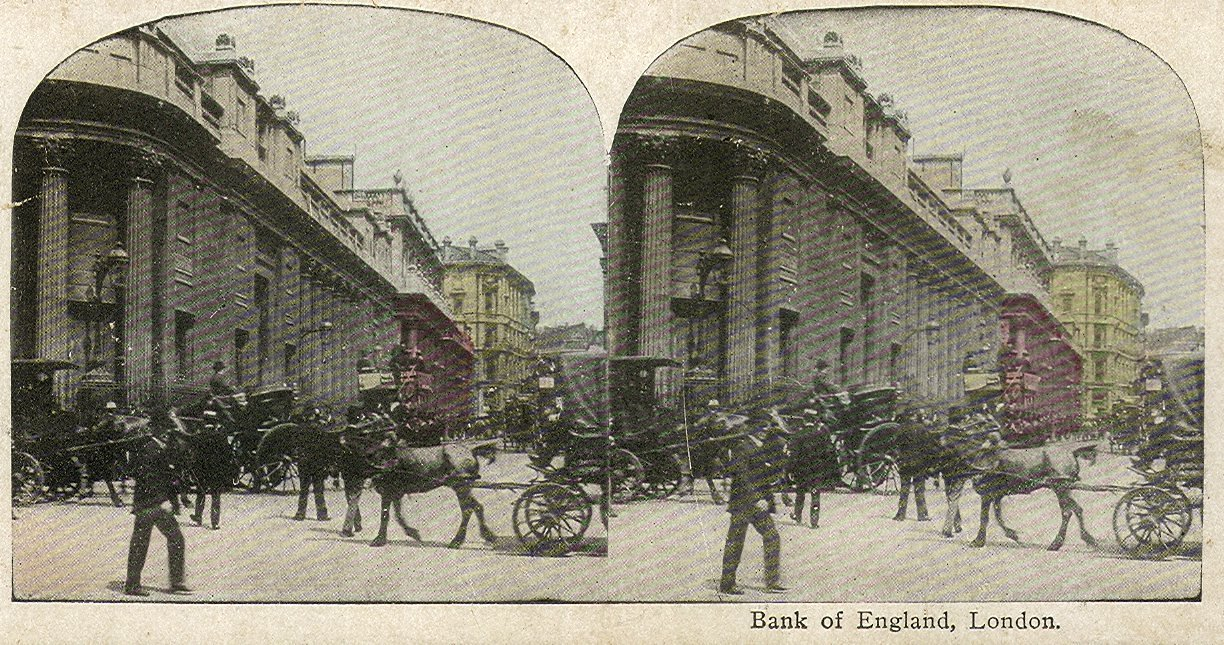
La Banque d'Angleterre vers 1890-1900.

La banque a été fondée en 1694 sous le nom de The Governor and Company of the Bank of England, quelques années après la Glorieuse Révolution par un groupe d'artisans, parlementaires et marchands menés par Sir William Paterson. Le lieu où le premier bâtiment est construit, situé dans Walbrook, est l'emplacement d'un ancien temple romain dédié à Mithra (en), dont des vestiges sont découverts au XXe siècle. Son capital initial était fixé primitivement à 1,2 million de livres sterling, il s'élève en 1697 à 2,2 millions de livres puis en 1710 à 5,56 millions de livres.
La Banque d'Angleterre entretient au XVIIIe siècle des liens forts avec l'esclavage. Une importante partie de ses dirigeants, tous de riches banquiers, avaient fait fortune de cette manière. Humphry Morice, surnommé « le prince des esclavagistes », est gouverneur de la banque d’Angleterre dans les années 1720, après avoir participé à la déportation d'environ 30 000 hommes, femmes et enfants. Il fera cependant l'objet d'un procès pour avoir détourné de la banque près de 29 000 livres (7 millions d’euros actuels). Cette domination des marchands d’esclaves sur la banque d’Angleterre ne fera ensuite que progresser. Dans les années 1790, près de la moitié de ses gouverneurs et membres du conseil d’administration venait de ce secteur.
Parfois surnommée the old lady of Threadneedle Street, « la vieille dame de Threadneedle Street », du nom de son adresse dans la City de Londres depuis 1734, son capital a été nationalisé le 1er mars 1946, puis en 1998, elle devient un organisme public indépendant, uniquement contrôlé par le Treasury Solicitor's Department (TSol).

### Une innovation majeure pour l'époque
Les expériences précédentes étaient apparues dès le Moyen Âge, à Venise et à Gênes. La Banque d'Amsterdam, née en 1609, centralisait les virements commerciaux en Europe et mettait en circulation des certificats représentatifs des dépôts qui lui étaient confiés, proches des billets de banque, mais elle n'escomptait pas régulièrement les effets de commerce.
Quasiment à la même époque la Banque de Suède ou Riksbank a été la première à émettre de véritables billets de banque, mais son importance économique est restée alors fort limitée. La Banque d'Angleterre est devenue la première des grandes banques d'émission et un pivot, dès sa création, de la révolution financière britannique, en soutenant les emprunts de l'État, puis plus tard en servant de prêteur en dernier ressort aux banques commerciales.

### XIXesiècle

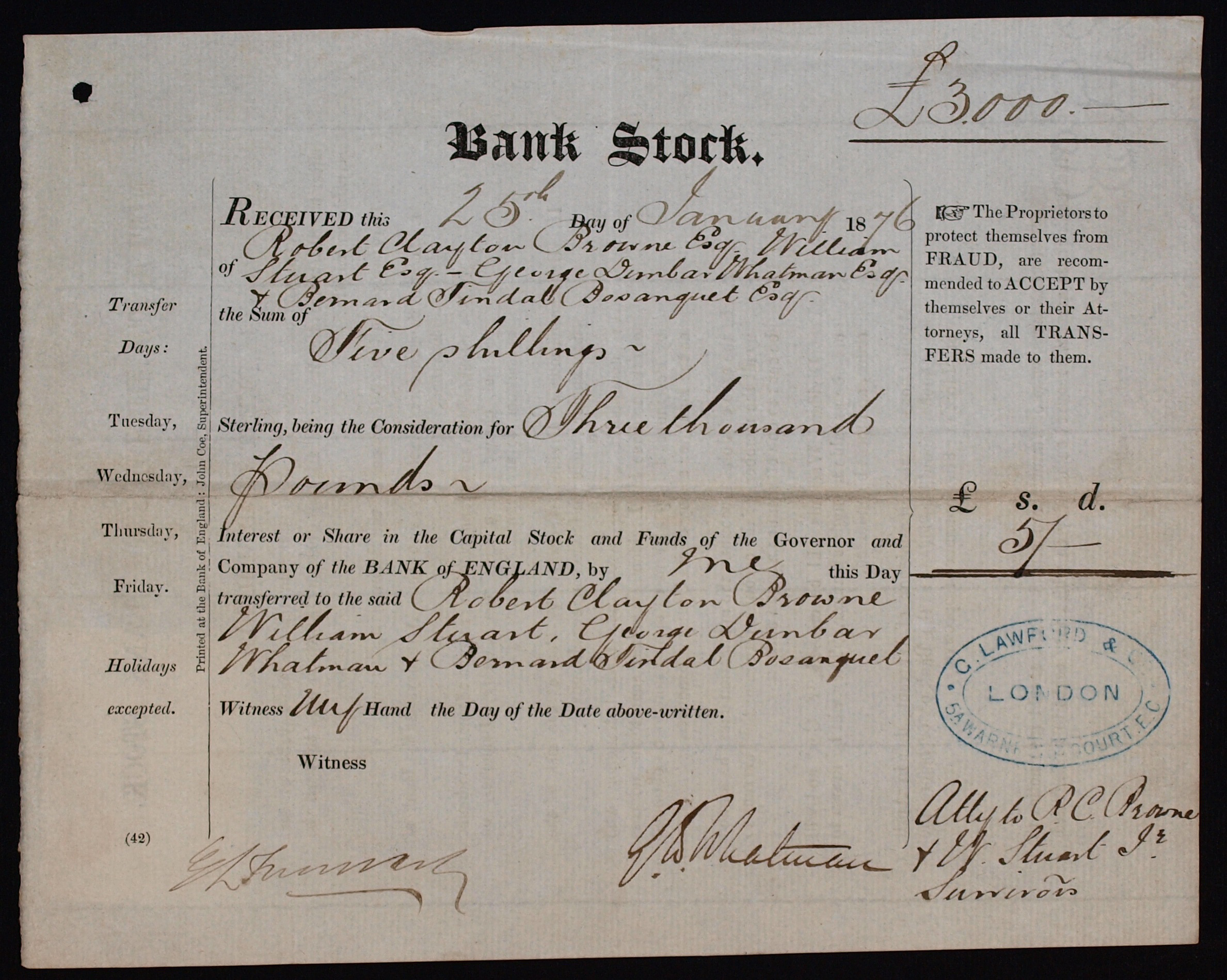
Bank Stock de la Bank of England en date du 25 janvier 1876.

Au XIXe siècle, elle ne dépend toujours pas du gouvernement mais d'une holding privée contrôlée par des intérêts financiers de la City. En 1844 lui est conféré le pouvoir d'émission de la monnaie fiduciaire par l'État. Cela est explicable par la multiplication des échanges au début du XIXe siècle qui nécessite ainsi des besoins de billets à grande échelle.
Son surnom de « old lady of Threadneedle Street » provient d'une légende qui est colportée dès cette époque : le fantôme de Sarah Whitehead, également surnommé The Black Nun (la nonne noire), hanterait les jardins de la banque puis ses locaux. En réalité, cette histoire repose sur un fait historique avéré : en 1811, Philip Whitehead, employé comme caissier à la Banque, fut traduit en justice pour contrefaçon puis pendu. Sarah, sa sœur, qui n'avait pas été avertie, revint plusieurs fois à la Banque demander de ses nouvelles. En 1818, le directeur, agacé, lui remet une somme d'argent pour qu'elle cesse de revenir importuner les employés et les clients. Elle perdit sans doute la raison, écrasée par le chagrin.

## Missions et activités

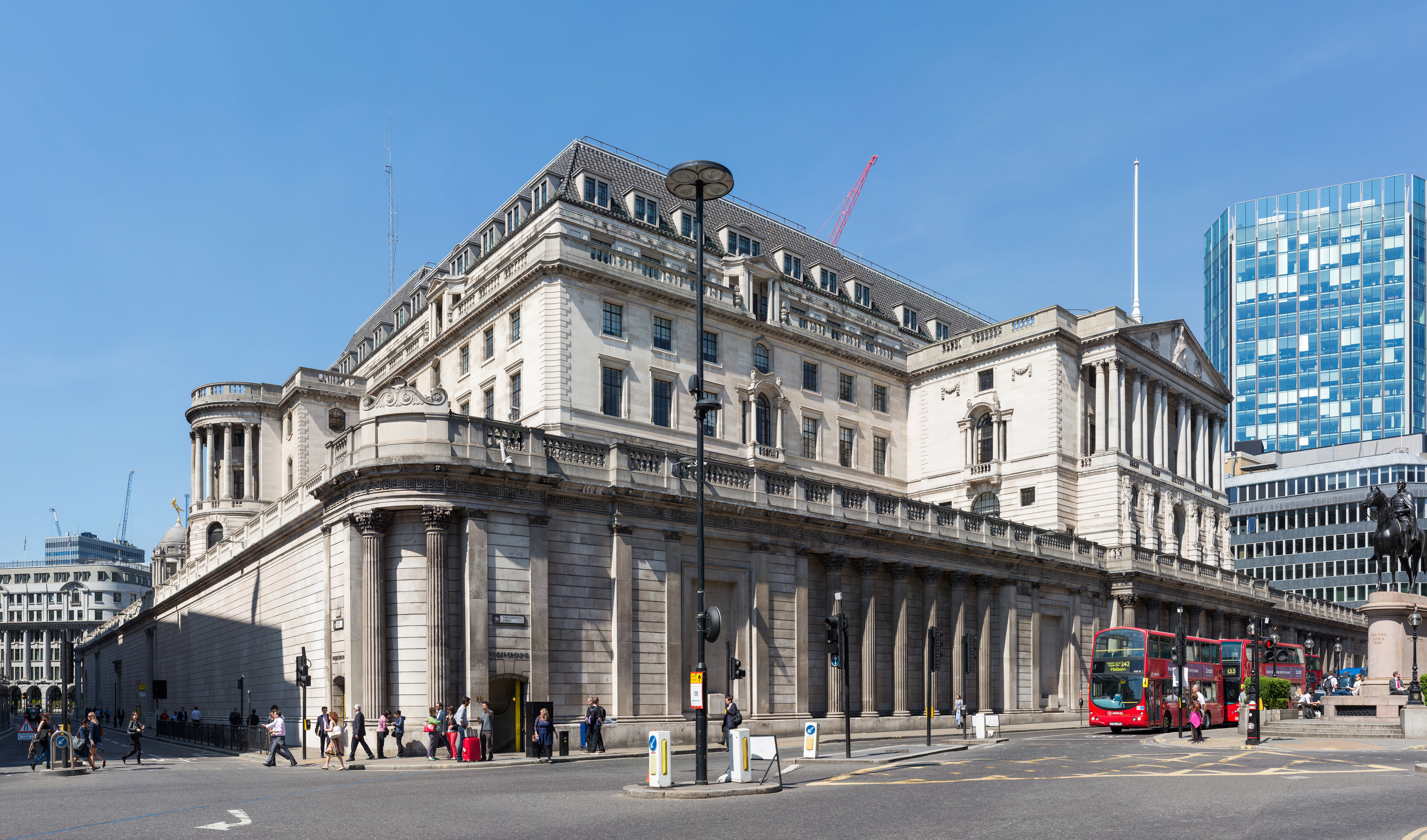
La Banque d'Angleterre.

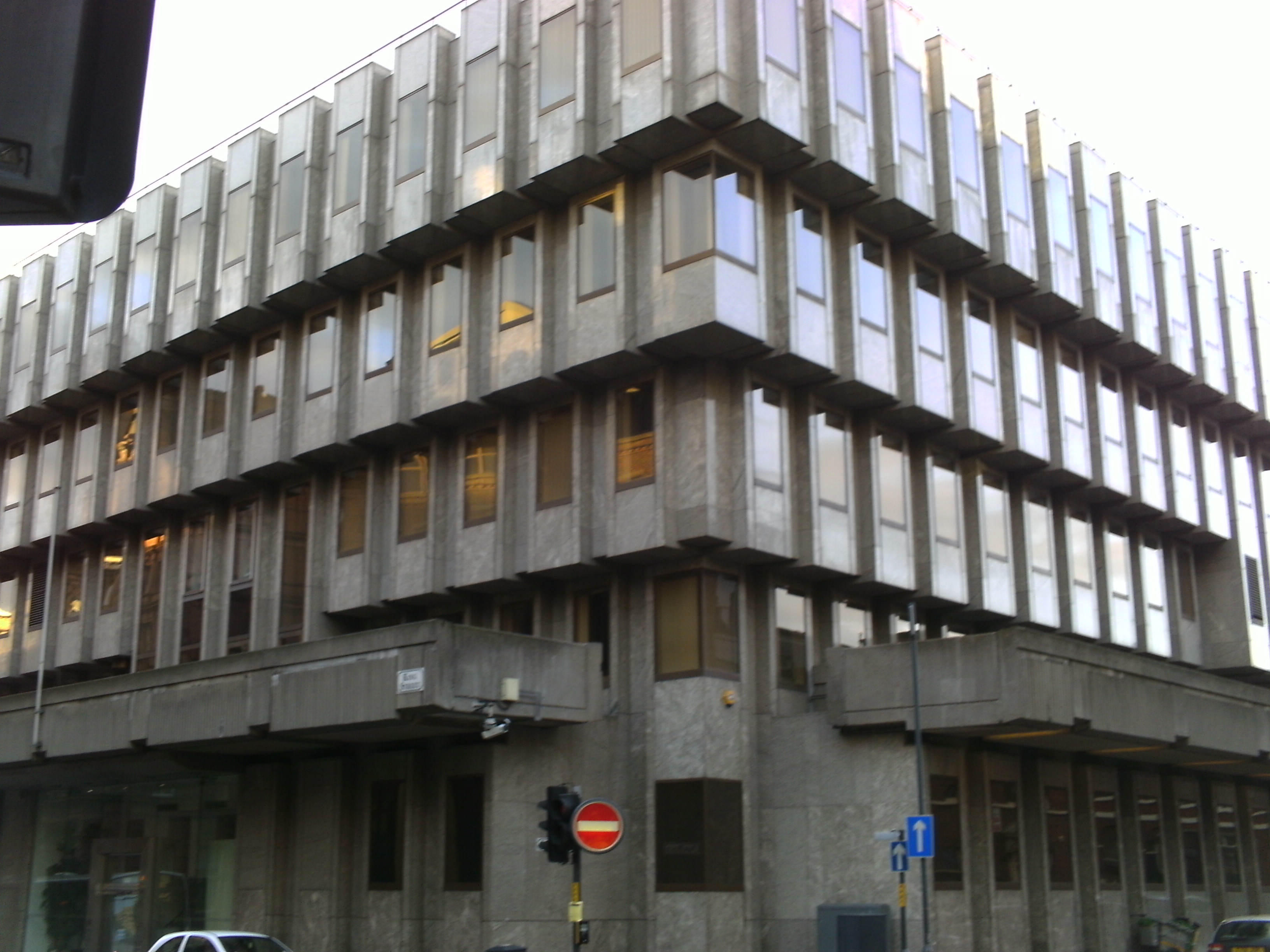
Banque d'Angleterre, Leeds.

La Banque d'Angleterre a pour rôle de promouvoir et de maintenir la stabilité monétaire et financière du Royaume-Uni, de conduire la politique de change, d'assurer la distribution des livres sterling en Angleterre et au Pays de Galles, et de jouer le rôle de « prêteur en dernier ressort » auprès des banques commerciales.
La Banque d'Écosse et la Banque royale d'Écosse peuvent émettre des billets indépendamment.

## Émission monétaire

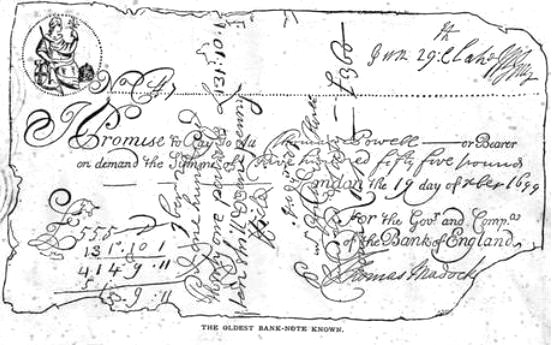
Billet de la Banque d'Angleterre émis le 19 octobre 1699 pour un montant de.

La Banque d'Angleterre émet des billets avec son en-tête depuis 1694.
Les premiers billets de cette banque étaient nominatifs, principalement rédigés à la main (la partie imprimée laissent des blancs à remplir), sur une seule face, authentifiés par un timbre sec, et comportaient une numérotation et des signatures de contrôle. L'illustration ci-contre est une reproduction du plus ancien billet de la banque d'Angleterre encore conservé : il ne s'agit pas d'un billet de banque au sens moderne, mais plutôt d'un document qui engage le nom de la Banque, laquelle promet de payer la somme indiquée : ce billet est une preuve de dépôt d'espèces métalliques qu'un particulier a effectué à la Banque. Il est endossable, ça veut dire qu'il peut être négocié de gré à gré, selon les termes d'un taux d'intérêt relativement bas (1/4 de pence par jour). Les billets de banque ayant cours légal, non nominatif, payable à vue et au porteur, apparurent un peu plus tard, quand le nom de la Banque fut respecté et que le public eut confiance.
Dès 1725, l'impression des billets de banque usuels se fait à la presse via une gravure sur métal mais toujours uniface. Ces premiers types de billets furent appelés pendant longtemps les White Notes (billet blancs), du fait de leur couleur monochrome qui les caractérisèrent jusqu'en 1914. L'impression devient totalement mécanisée dès 1855, toujours uniface, et les premiers billets polychromes modernes sont très tardifs, ils naissent en 1928 en même temps que les premiers billets de petits montants.
Les montants courants sont relativement faibles, entre ½ (10 shillings) et 50 livres sterling, ce qui est toujours le cas, cependant que les billets d'un montant inférieur à 5 livres ont été supprimés dans les années 1980. Des coupures affichant des montants plus élevés ont servi aux grosses transactions impliquant des entreprises ou servaient de billets de réserve, ils étaient plutôt rares (billets de 100  à   1 000 livres, voire plus pour des transactions de type interbancaire). L'impression est actuellement gérée par De La Rue.
En vertu d'un système juridique d'exception, il est en principe interdit de faire figurer une reproduction des anciennes émissions de la Banque d'Angleterre et ce, sur n'importe quel support (voir Billet de banque ancien et droit de reproduction). En 1893, une personne s'est présentée au comptoir avec un billet d'un montant de 25 £ émis par la Banque d'Angleterre en 1782 et celui-ci a été honoré : si ce billet avait comporté un taux d'intérêt d'un farthing par jour, son porteur aurait touché 50 643 £ !

## Réserves d'or
La Banque d'Angleterre constitue le lieu de dépôt des réserves stratégiques en or métal pour la Grande-Bretagne, mais également pour le compte d'autres gouvernements. La salle des coffres est située sous la City, dans un espace de plusieurs étages souterrains tenu secret.
La Banque d'Angleterre, qui détenait au XIXe siècle la plus importante réserve d'or au monde, est aujourd'hui à la 15e place en termes de volumes, pour une masse estimée à 4 600 tonnes, essentiellement des lingots. En février 2014, au cours du marché de l'or, la réserve est évaluée à un peu moins de 200 milliards de livres sterling.
La Banque d'Angleterre détient les réserves d'or de nombreux pays. Elle refuse en 2018 la demande du ministre des Finances vénézuélien, Simón Zerpa, de rapatrier les réserves d'or de son pays. En mai 2020, le Venezuela engage des poursuites judiciaires pour obtenir le transfert d'un milliard de dollars de ses réserves d'or, mais la Banque d'Angleterre rejette cette nouvelle demande, en raison des sanctions imposées par les États-Unis et le Royaume-Uni contre le gouvernement Maduro.

## Musée
La Banque d'Angleterre comprend également en ses locaux un musée de la monnaie et de la finance anglaise à des fins pédagogiques, situé sur son bord oriental. Le musée est privé, il est ouvert seulement des lundis aux vendredis.

## Gouverneurs de la Banque d'Angleterre
La liste des gouverneurs de la Banque d'Angleterre depuis le début du XXe siècle est la suivante :
- 1899-1901 : Samuel Gladstone
- 1901-1903 : Augustus Prevost (en)
- 1903-1905 : Samuel Morley
- 1905-1907 : Alexander Wallace
- 1907-1909 : William Campbell (en)
- 1909-1911 : Reginald Johnston
- 1911-1913 : Alfred Cole (en)
- 1913-1918 : Walter Cunliffe
- 1918-1920 : Brien Cokayne
- 1920-1944 : Montagu Norman
- 1944-1949 : Thomas Catto
- 1949-1961 : Cameron Cobbold
- 1961-1966 : Rowland Baring
- 1966-1973 : Leslie O'Brien
- 1973-1983 : Gordon Richardson
- 1983-1993 : Robert Leigh-Pemberton
- 1993-2003 : Edward George
- 2003-2013 : Mervyn King
- 2013-2020 : Mark Carney
- depuis le 16 mars 2020 : Andrew Bailey[11]